# Könyv

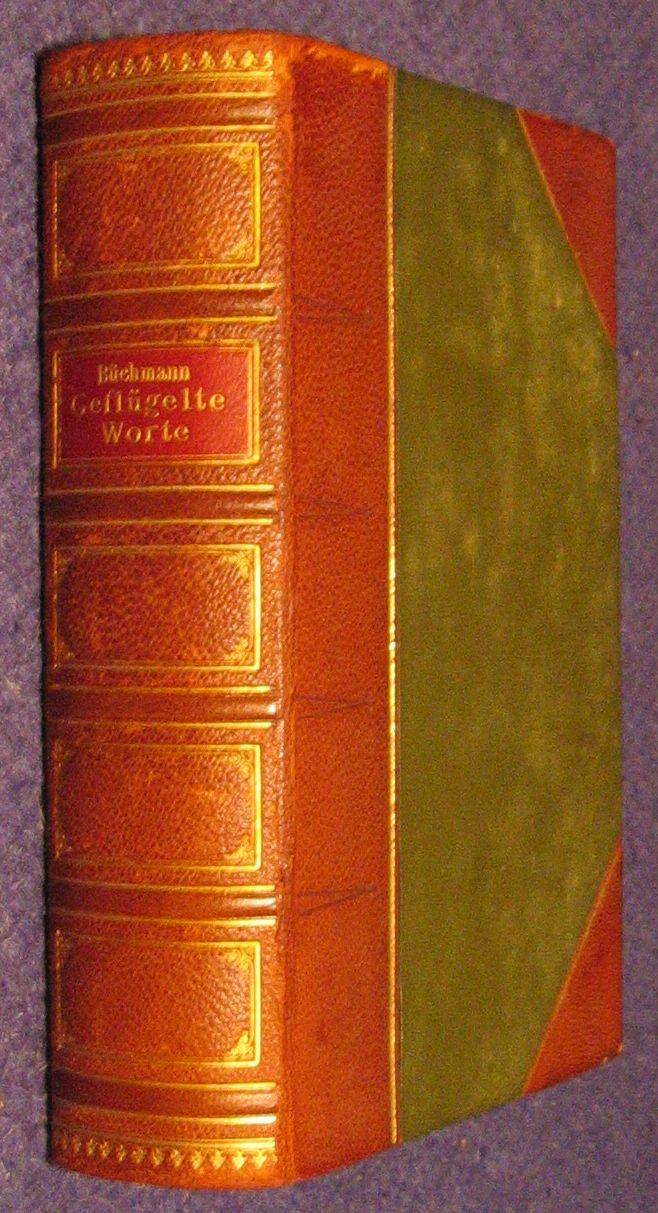
19. századi, keményfedeles, bőrkötéses könyv

A könyv általános értelmezésben olyan nyomtatott, írt, képes vagy más papírlapok gyűjteménye, amelyek be vannak kötve és általában borítóval is rendelkeznek. Az UNESCO meghatározása szerint olyan, szövegből és ábrából álló, fizikai (papír) információhordozójú, nem periodikus publikáció, amelyek terjedelme legalább 49 oldal, a borítót nem számítva.
A könyv nyomdaipari sokszorosítással előállított tömegtermék.
Emellett könyvnek nevezik nagyobb lélegzetű művek egyes önmagukban is zárt részeit, különösen ha egy kötetben jelennek meg. Ez különösen régebbi művek esetén használatos, amelyek eredetileg könyvtekercsre íródtak, és több könyvtekercs alkotta a teljes művet. Erre példák szent iratok, a Biblia, az Aeneis és több történelemmel foglalkozó mű az ókorból és a középkorból.
A könyv kultúrtermék, aminek feltétele az írástudás elterjedése és az írott nyelv fejlődése. Kommunikációs eszközként való használata feltételez írástudást, írói kompetenciát, továbbá nyomdatechnika rendelkezésre állását.
Az elektronikusan tárolt könyvszövegeket digitális könyveknek vagy e-könyveknek nevezik. Egy másik modern változat a hangoskönyv.

## Főbb jellemzői
Az ókortól a 20. század közepéig a legfontosabb és legelterjedtebb információhordozó médium. Megjelenési formája változatos, leginkább összefűzött vagy -kötött, többnyire papír alapú lapokból áll. A papír tömeggyártása előtt pergament használtak. A lapokra felvitt jelek hordozzák az információt. A hagyományosan valamilyen nyelven, írásban, szövegként rögzített információt az olvasás művelete segítségével kapjuk vissza. Képi információt (illusztrációt) is tartalmazhat.
Használatának megkönnyítésére a lapok oldalait számozzák, a tartalom részei közötti eligazodást a tagolás és a tipográfia mellett külön tartalomjegyzék, tárgymutató vagy névmutató is segítheti.

## Története

### A könyv előzményei

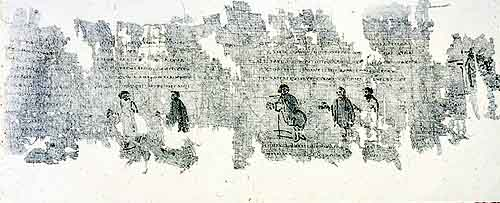
Görög nyelvű kézirat töredéke a 2. századból

Az ókori sumer, egyiptomi, görög vagy éppen latin könyveket ma inkább agyagtábláknak, illetve tekercseknek mondanánk (a mai elnevezés a fentebb leírt formájú könyvekre érvényes), a latin liber, illetve görög byblion/byblos szavakat azonban összefüggő szövegük és mai könyv alakú reprezentációjuk miatt mégis könyvnek mondjuk (pl: Epigrammatum Libri).

### A középkori kéziratos könyvek

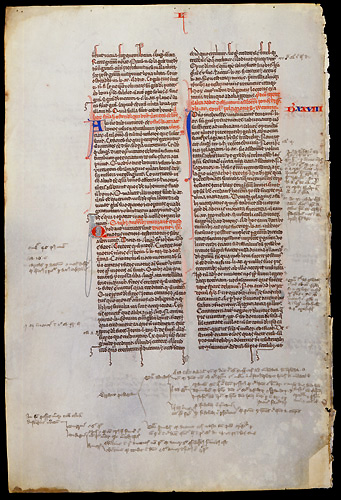
Középkori kéziratos szöveg a 13. század végéről

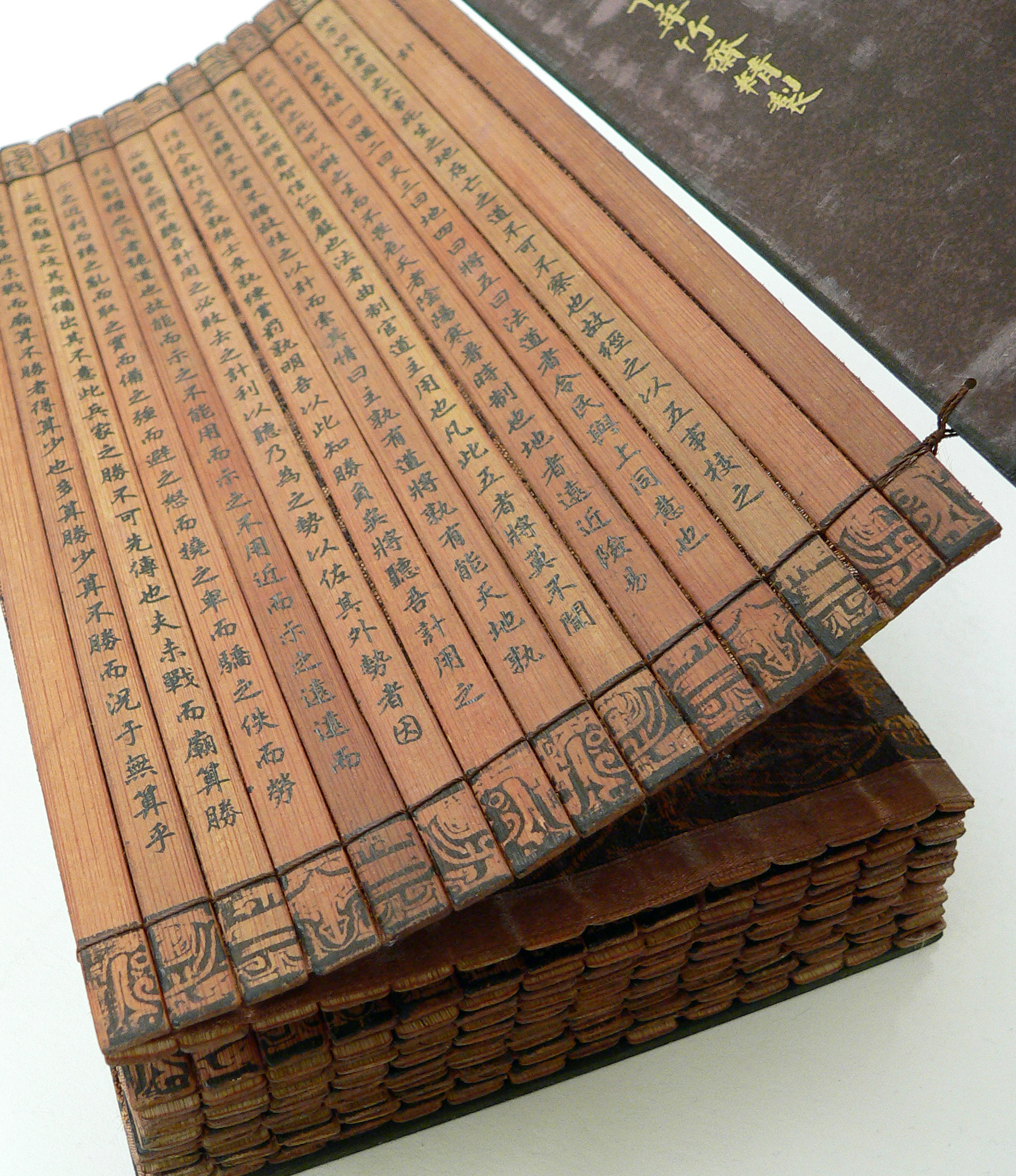
Bambusz könyv – Sun Zi: A háború művészete

A könyv közvetlen elődjének a legtöbbször pergamenre kézzel írt, összefüggő szöveget alkotó kéziratos könyvet tekinthetjük. A középkori Európa egyre fejlődő tudományos élete jelentős számú szöveg másolását tette szükségessé.
Az ókortól a kora középkorig a leggyakoribb kéziratos könyv a kódex volt, amely küllemében a mai könyvre emlékeztetett, mivel az elhasználódástól védő borítója, gerince volt, és lapjait összefűzték.
A kéziratos könyv a mai könyvtől eltérő olvasótábor igényeit elégítette ki, és készítésének technikai lehetőségei miatt jelentősen eltért attól. A kéziratos könyvet elsősorban a papság, a királyi közigazgatás, a feudális főurak és az egyetemek polgárai használták. Elvileg minden kéziratos könyv egyedi darab volt, ezért a ma szokásos könyvazonosítási módszerek nem voltak használhatók: a lapokat nem számozták, a szövegeket fejezetekre és bekezdésekre tagolták, és ezeket látták el számokkal. A könyvnek nem volt címlapja, kolofonja, a másoló nevét nem rögzítették. Néhány jelentős művet a középkorban rendszeresen használtak és másoltak, ezek idézésmódja a kéziratos könyvekből maradt ránk (például Biblia, illetve a Corpus Iuris Civilis könyvei).
A kéziratos könyvek egy része luxuskivitelben készült, gazdag illusztrációval, kiváló minőségű pergamenre festve. A könyv kalligráfiája, kézírásának képe művészi kivitelű volt. Ilyen kivitelben főleg vallási művek, illetve törvénykönyvek, kódexek készültek. Az egyetemi polgárság számára jóval egyszerűbb kivitelű és a késő középkorban a 14. századtól már gyakran papírra írt kéziratos könyvek készültek, mert a papír olcsóbb és könnyebben előállítható volt. A szegényebb diákok egyetemi éveik alatt maguk készítették el kéziratos könyvtárukat.
A könyvek egyházon kívüli olvasása, az írni–olvasni tudás, az ezzel járó kulturáltság nem mindig érdemelt ki tiszteletet a köznép körében. Könyves Kálmán király olvasott ember volt, „könyves” neve viszont akkoriban nem dicsérő, hanem inkább gúnyolódó jelző volt: ma a „könyvmoly” szót használnánk helyette.

### Gutenberg és a nyomda feltalálása

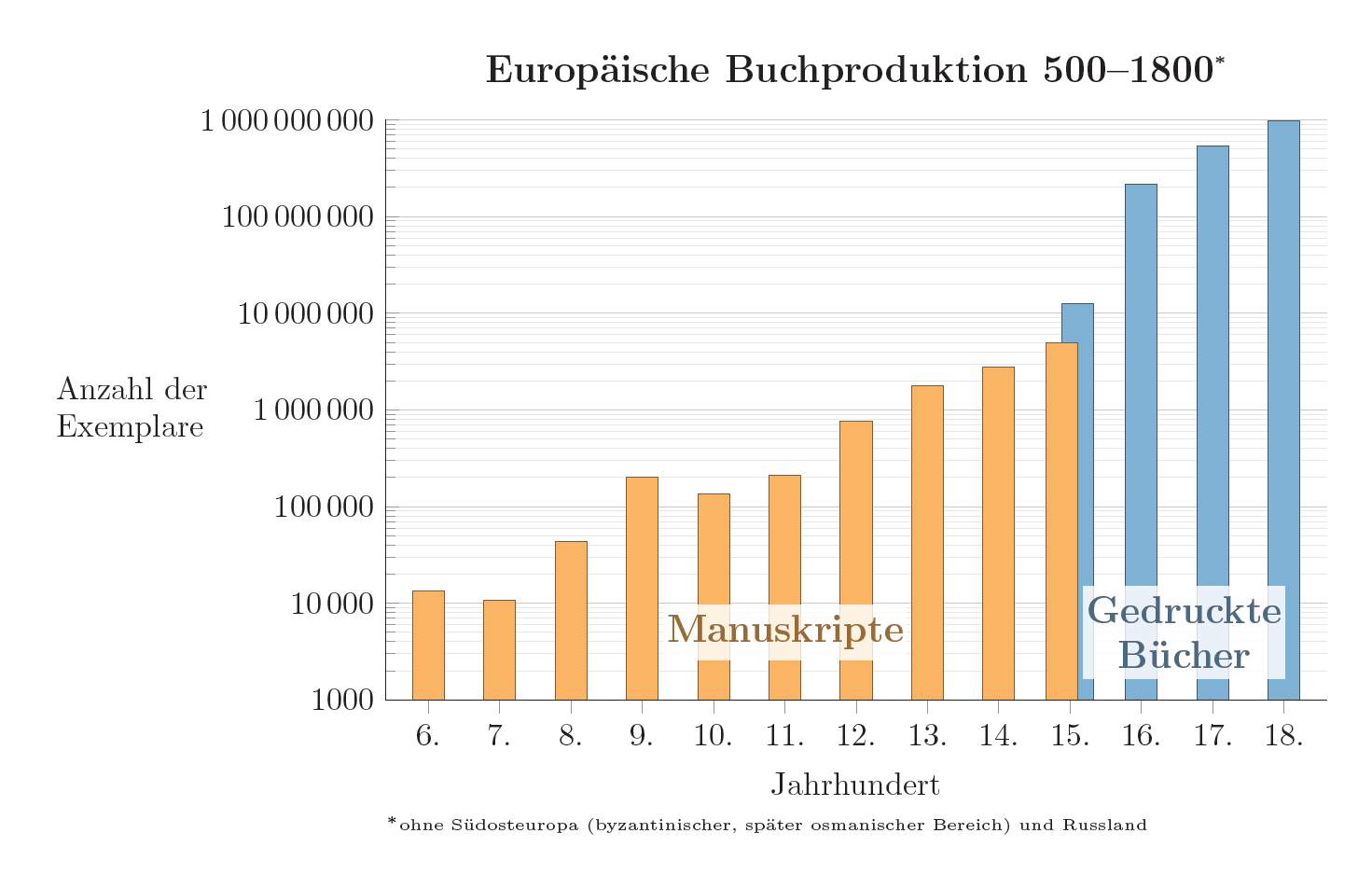
Könyvkészítés Európában. 500-tól 1800-ig évi tízezer példánytól évi több száz millióra nőtt. A kéziratos könyveket narancssárga, a nyomtatott könyveket kék oszlopok jelzik

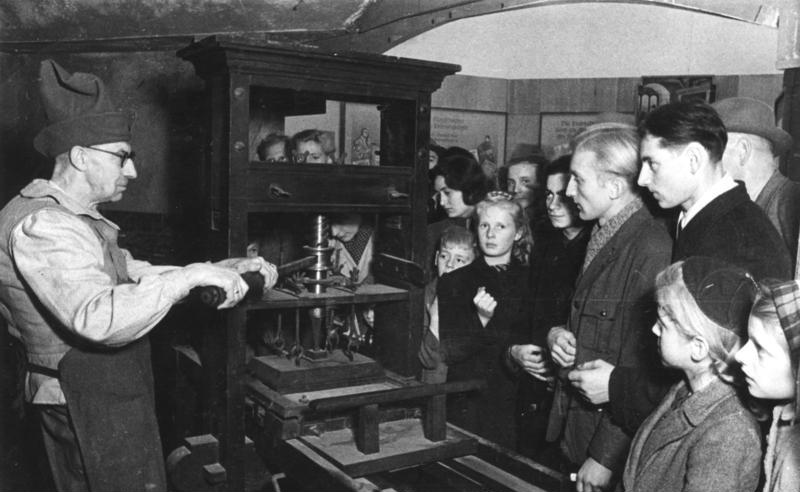
Gutenberg nyomdájának másolata az 1947-es düsseldorfi nyomdászati kiállításon, mellette egy nyomdász történelmi viseletben

A könyvnyomtatás feltalálását Európában a legtöbben Johannes Gutenberg nevéhez kötik, aki a mozgatható betűnyomás legvalószínűbb feltalálója. Gutenberg az aranyműves társaival, illetve több más mester tőle függetlenül már az 1430-as években kísérletezett egy olyan mechanikus sokszorosítási eljárással, amivel szövegeket lehet reprodukálni. Azzal a technikával, amit könyvnyomtatásnak nevezhetünk, vélhetőleg ő tudott először az 1440-es évek végén kisebb füzetet, majd három év munkájával egy teljes Bibliát kinyomtatni. Koreában már 200 évvel korábban már nyomtattak mozgatható fém írásjegyekkel, ami gyaníthatóan a kínai agyag írásjegyek továbbfejlesztése volt. Ezt azonban ritkán használták.
Gutenberg találmányának lényege az önállóan használható, a szedés során újrarendezhető betű nyomóformák (karakterek) használata egy olyan egyszerű sajtó segítségével, amivel egy teljes papír- vagy pergamenívet tele lehetett nyomtatni, majd az íveket lapok szerint rendezve könyv alakba lehetett fűzni.
A könyvnyomtatás technikája elterjesztette a drága pergamen helyett az egyre jobb minőségű és egyre olcsóbban elérhető papír használatát. Ugyan a betűmetszés és betűöntés kezdetben fáradságos és drága művelet volt, a mechanikus sokszorosítás és kéziratoknál ritkán használt papír egyre nagyobb kínálata összességében olcsóbb és megbízhatóbb terméket eredményezett a kódexeknél és másolt kéziratoknál. Már Gutenberg első, kezdetleges technikával, és nagy műgonddal készült 42 soros Bibliája is fele akkora költséggel készült, mint egy kézírásos Biblia. A nyomtatás folyamatos fejlődése és gyors elterjedése tömegáruvá tette a könyvet. Ez segítette a reformáció és a felvilágosodás terjedését.
Az első könyvek vagy ősnyomatok a középkori kéziratos könyvek és a mai könyvek közötti átmenetet képeztek. Az első nyomdászok a kéziratok írásképét, szerkesztési módját igyekeztek másolni, és gyakran kézzel illusztrálták, vagy festett iniciálékkal látták el műveiket. A könyvek illusztrálására használt fametszet a rendszeres olvasásban még gyakorlatlan új vásárlói kör számára könnyítette a szöveg megértését.

### A modern könyv

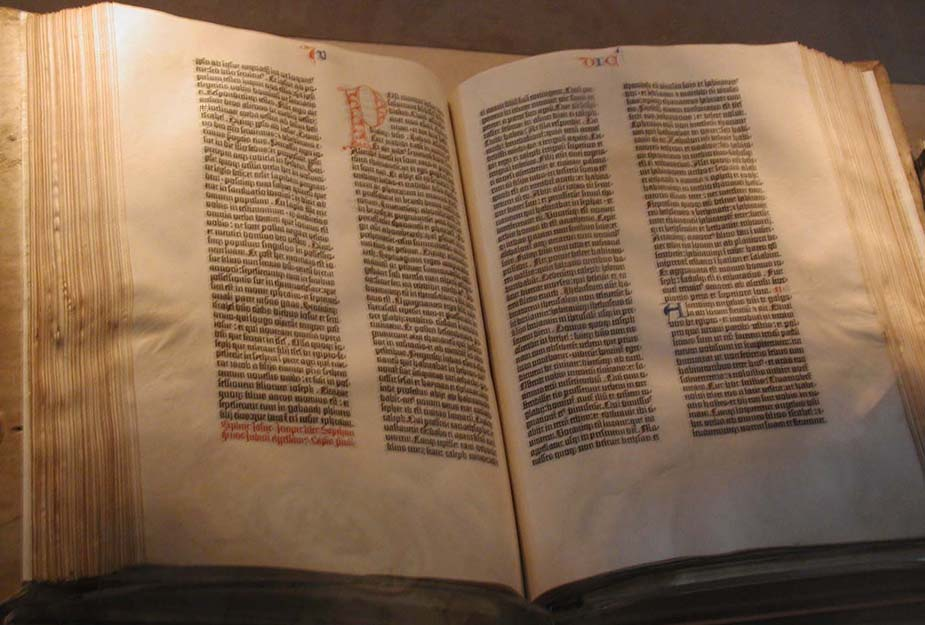
Gutenberg Bibliája

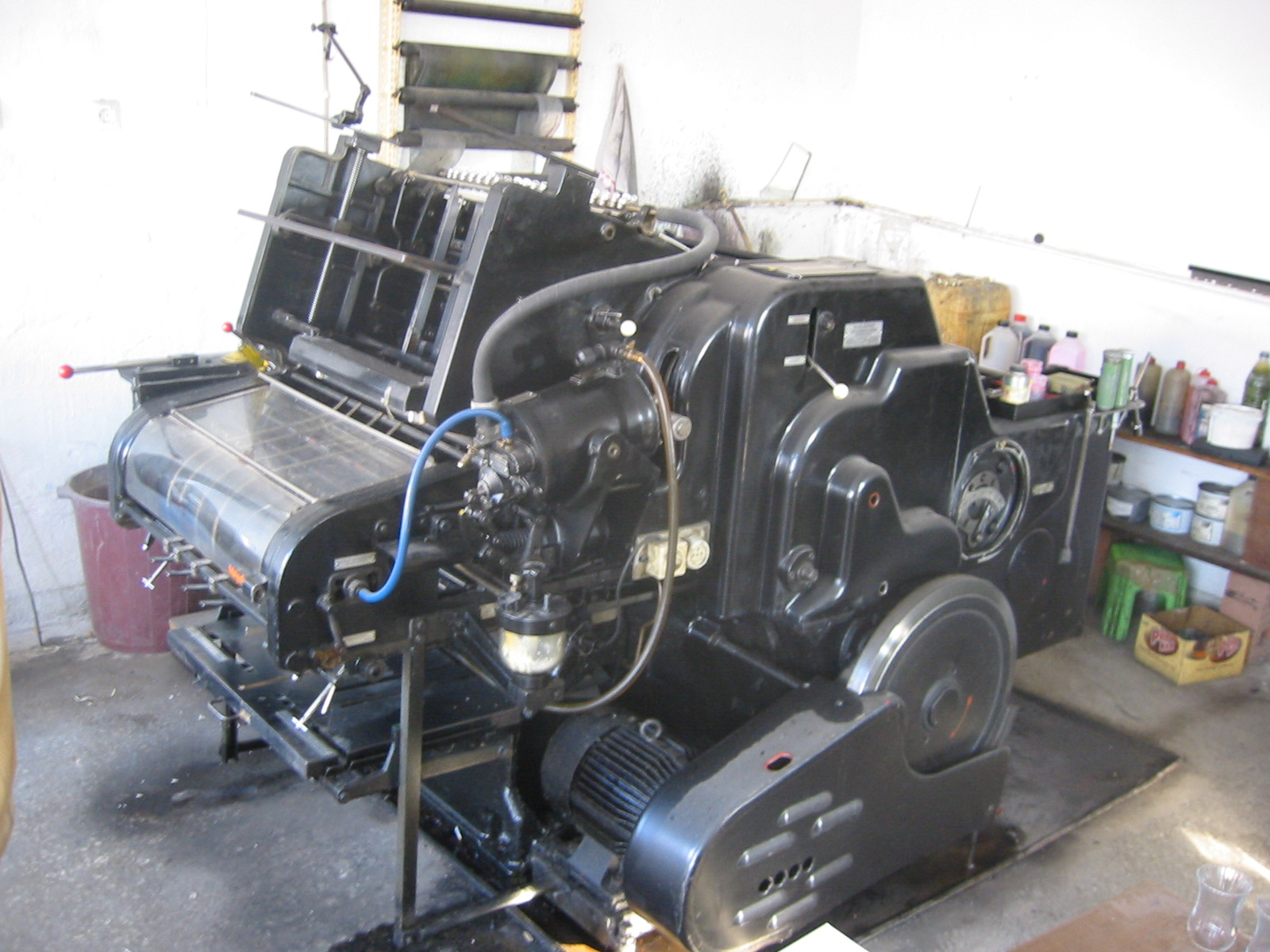
Íves nyomdagép

A Gutenberg-féle eljárás helyét fokozatosan átvették a különböző rotációs technikák, ahol a nyomóforma nem sík, hanem henger alakú, így nyomtatás folyamatosan történik.
A következő lényeges lépés az offset gépek elterjedése volt, amikor a nyomóhenger sík, és különböző bevonatok biztosítják, hogy a festék a szükséges helyeken megtapadjon, máshol ne.
A digitális nyomtatás lehetővé teszi a szükség szerinti gyors kiadást, akár papír-, akár kemény kötésben. Néhány szolgáltató Interneten kínálja fotókönyvek előállítását, amelyekből megegyezés szerint kevés, akár egy példány is előállítható. 2009-től a Wikipédia cikkeiből is lehet igény szerinti könyvet összeállítani. Az e-könyv 2000-ben jelent meg, és az Internet is konkurrenciát jelent a könyvek számára.
A középkorban a szöveg és a képek egy egységet alkottak. A 20. században a Bauhaus művészei nyomdai grafikával illusztrált művészkönyveket adtak ki limitált kiadásban.
2004-ben a Mazda egy 3,07 × 3,42 m oldalú képeskönyvet adott ki.
A ma létező legnagyobb könyv a tervek szerint 2008 végére készül el a Borsod megyei Arnóton: lapjai 3,5 × 4 méteresek lesznek, terjedelme pedig eléri majd a 320 oldalt. A kötet a Törékeny természet címet kapja majd, és a gömör-tornai karsztvidéket, illetve a határokon átnyúló természeti értékeket fogja bemutatni számos fotóval.
A Verlag Faber & Faber egy 2,4 × 2,9 mm oldalú, 32 oldalas könyvet készített offsetnyomással és kézi bőrkötéssel.
2010-ben a Google 130 millióra becsülte a különböző könyvek (nem a példányok) számát. Azonban megjegyezte, hogy a pontos szám attól függ, hogy mit tekintünk könyvnek.
Az UNESCO 1995-ben április 23-át a könyv napjává nyilvánította.
A legtöbbet nyomtatott könyv a Biblia. A Német Bibliatársulat szerint a teljes Bibliát 2015 januárjáig 542 nyelvre fordították le, és további 2344 nyelven jelentek meg belőle részletek.
A Manesse-kódexet (egy középkori daloskönyv) egy 2006-os kiállításon 50 millió euróért kellett biztosítani.
Az Evangeliar Heinrichs des Löwen 12. századi kéziratos könyvet 1983 december 6-án a londoni Sotheby’s árverésén 32,5 német márkáért ütötték le.
John James Audubons Birds of America könyvének aláírásos kiadása a Christie’s egy 2000-es árverésén több mint 8,8 millió amerikai dollárért kelt el.
Kopernikusztól a De revolutionibus orbium coelestium első, 1543-as kiadása 2008-ban a  Christie’s árverésén 2,2 millió amerikai dollárért talált új gazdára.

### A könyvek jövője
Szócikk a témában: Gutenberg-galaxis

## Könyvnyomtatás Magyarországon
Magyarországon Mátyás király uralkodása alatt jelentek meg először nyomtatványok. Ezt a kort az ipar és kereskedelem fejlődése jellemezte, amivel párhuzamosan együtt növekedett az olvasni tudó polgárok száma is. Több könyvre lett szükség, mint amennyit a könyvmásoló irodák képesek voltak előállítani, így ez a szükséglet kifejlesztette a sokszorosítás új módszerét, a nyomtatást.
A kézi másolatokhoz drágán lehetett hozzájutni, kevés volt belőlük, ráadásul nem voltak ritkák az értelemzavaró másolási hibák és félreértéseket okozó rövidítések sem. A sokszorosítás technikai feltételei hosszas kísérletezés eredményeként valósultak meg, de végül lehetségessé vált az új, gyorsabb módszer, mellyel már olcsóbban, egyszerre sok példányt lehetett előállítani.
Mátyás ifjú korában jelent meg az első nagy nyomtatott könyv, a Gutenberg biblia, s 20 év sem telt el, már a király székhelyén, Budán is működött nyomda. A magyar nyomdászat meghonosítása tehát az ő nevéhez kapcsolódik, az első magyarországi nyomtatvány, a Chronica Hungarorum, 1473-ban jelent meg. A nyomdász a záró sorokban (az ún. kolofonban) Andreas Hessnek nevezte magát.

## A könyv részei
A könyveknek vannak formai és tartalmi részei.

### A könyv formai részei
A könyv két fő formai része a könyvborító és a könyvtest. Mivel a könyv használati tárgy, azért meg kell felelnie bizonyos követelményeknek. Ennek meg kell felelnie az anyagnak, elég strapabírónak, megfelelő szakítószilárdságúnak, hajlékonynak, könnyűnek, esztétikusnak kell lennie.
A könyvnek mozgathatónak, és stabilnak is kell lennie. A könyvgyártás számos folyamatból áll; a részeket rendszerint külön állítják elő, és később rakják össze.
Tervezéskor megtervezik a kinézetet, a felépítést és az anyagokat. Ezt rendszerint könyvtervező, művész vagy tipográfus végzi. Az írás, címsor, lap, papírfajták, könyvjelző szalag, kötés mellett a borítót is meg kell tervezni. Ez az egyik legfontosabb, mert ennek kell felkeltenie a potenciális vásárlók figyelmét, hogy megvegyék a könyvet.

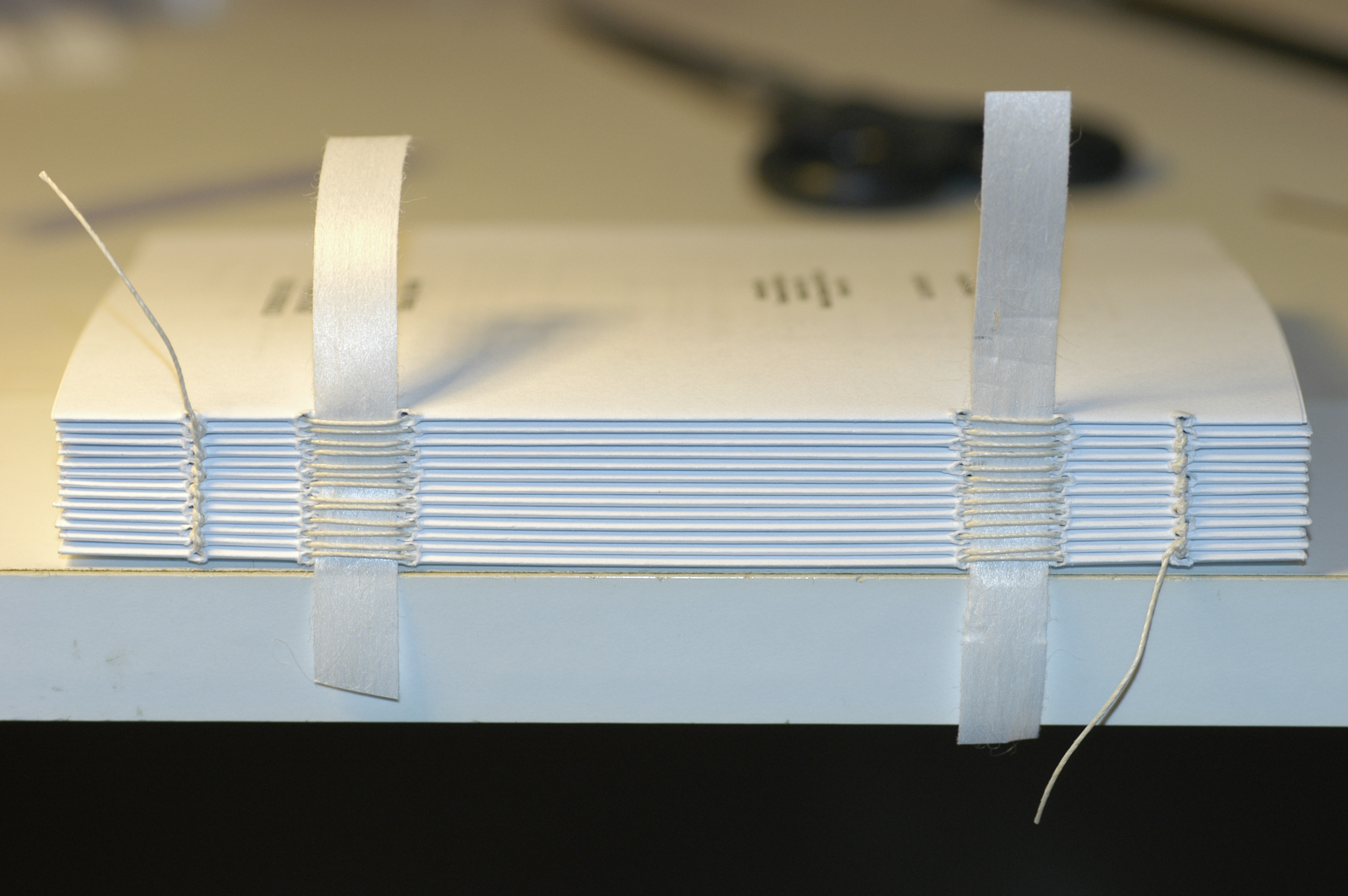
Egybekötött könyvtest még borító nélkül

#### A könyvborító részei
- védőborító
- kötéstábla
- gerinc
- fülszöveg

#### A könyvtest részei
- védőlap
- előzéklap (vagy előzék)
- címlap
- számozott oldalak
- mellékletek, táblák[15]

### A könyv tartalmi részei
A könyv tartalma a következő fő részekre tagolható:
- a főszöveget megelőző járulékos részek;
- főszöveg (a tulajdonképpeni könyv);
- járulékos részek (irodalomjegyzék, utószó, tárgy- és névmutató, stb., stb.

A tartalomjegyzék is a könyv használatát segíti. Megmutatja a mű felépítését. 
Az ismeretközlő művekben mutatókat is találhatunk. Ezek betűrendben sorolják fel a könyvben szereplő fontos fogalmakat, személyneveket, földrajzi helyeket.
A melléklet és a függelék olyan információkat tartalmaz, amiket a szerző fontosnak talált, de nem akart a műben elhelyezni. (például táblázatok, rövidítések, nagyobb képek jegyzéke) Néha hibajegyzéket is jelentetnek meg a könyvhöz, amely javításokat tartalmaz. Mindez bekerülhet a könyvbe is, de önállóan is megjelenhet.

#### A könyv főszövegét megelőző járulékos részek
Az előszó a könyv megjelenésének, keletkezésének körülményeiről ad tájékoztatást. A bevezetést a szerző írja, segítségképpen a téma megértéséhez.
A könyv  főszövegét megelőző részek elhelyezkedése:
| Könyvrész neve      | Elhelyezése a könyvben   |
| ------------------- | ------------------------ |
| Szennycímoldal      | 1. oldal                 |
| Sorozatcímoldal     | 2. oldal                 |
| Címoldal            | 3. oldal                 |
| Copyright oldal     | 4. oldal                 |
| Tartalomjegyzék(*)  | 5. oldaltól              |
| Ajánlás             | mindig páratlan oldal    |
| Mottó               | lehetőleg páratlan oldal |
| Előszó              | mindig páratlan oldal    |
| Köszönetnyilvánítás | lehetőleg páratlan oldal |
| Bevezetés           | mindig páratlan oldal    |

Fontos tudni, hogy a főszöveget megelőző címnegyedben (az első négy oldal) soha nem szerepelhet oldalszám, de a könyv oldalainak számozásába beleszámítanak! A könyv kialakítása következtében lehetnek üres oldalak, amelyeken sem fejléc, sem lábléc, sem oldalszám nem szerepelhet!
(*)A tartalomjegyzék műszaki és természettudományos témájú könyvekben, enciklopédiákban a könyv elején (a címnegyed után) található, míg egyéb témájú könyvek tartalomjegyzéke a könyv végén található.

#### A könyv főszövegének részei
- Első szövegoldal         mindig páratlan oldal
- Első jegyzetoldal        lehetőleg páratlan oldal

A mű szövegét az író tagolhatja részekre, fejezetekre, alfejezetekre. Előfordul, hogy ezek neveit a könyv minden lapjára ráírják. Ezt élőfejnek nevezzük. Az élőfej a lexikonokban fontos szerepet kap, hiszen segít az eligazodásban. Szépirodalmi műben felesleges.
A jobb megértést segítik a lábjegyzetek (a lap alján levő magyarázat) és a széljegyzetek (a lap szélén elhelyezett magyarázat).

#### A könyv főszövegét követő járulékos részek
A tartalmi rész után az utószó következhet, ami az alkotás végén található és a szerző művel kapcsolatos közléseit tartalmazhatja.
A könyv  főszövegét követő részek elhelyezkedése:
| Könyvrész neve                          | Kezdő oldala a könyvben          |
| --------------------------------------- | -------------------------------- |
| Irodalomjegyzék/Bibliográfia            | mindig páratlan oldal            |
| Utószó                                  | mindig páratlan oldal            |
| Függelék                                | mindig páratlan oldal            |
| Kronológia                              | lehetőleg páratlan oldal         |
| Szakkifejezések rendszere               | lehetőleg páratlan oldal         |
| Névmagyarázatok                         | lehetőleg páratlan oldal         |
| Rövidítések jegyzéke                    | lehetőleg páratlan oldal         |
| Illusztrációk jegyzéke                  | lehetőleg páratlan oldal         |
| A kötet szerzői/Közreműködők            | lehetőleg páratlan oldal         |
| A kötetben közölt írások jegyzéke       | mindig páratlan oldal            |
| Mutatók                                 | mindig páratlan oldal            |
| Idegen nyelvű tartalomjegyzék és rezümé | mindig páratlan oldal            |
| Tartalomjegyzék                         | mindig páratlan oldal            |
| Kolofon                                 | utolsó páros vagy páratlan oldal |
| Információs és kereskedelmi oldalak     | tetszőleges                      |

### Felhasznált anyagok
Nemcsak a könyvtest papír, hanem a borítólapok is. Több különböző papírt használhatnak, köztük jobb minőségű, de drágább fajtákat. A könyvtesttől eltérő a burkolólapok és a borító anyaga, de maga a könyvtest is lehet különböző fajtájú papírokból összeállítva. Például egy olyan könyvben, ahol az illusztrációk nem a szöveg között, hanem külön kiemelt helyen vannak összegyűjtve, lehet a képekhez használt papír más fajtájú, mint a szöveghez használt. A könyv tervezője dönt arról, hogy mihez milyen papírt használjanak.
A könyv borítója rendszerint keményebb papírból, vagy kartonból készül. A könyvekhez néha védőtokot használnak, ez is többnyire karton.
A borítót sokszor más anyaggal, szövettel, bőrrel vagy papírral vonják be.
A könyvek íveit cérnával fűzik össze, és ragasztót is használnak a könyv összeállításához.

### A könyv mint termék
A könyvnek mint terméknek több jellemzője van:
- Habár sok helyen bele lehet olvasni a könyvbe vásárlás előtt, az eladók nem szeretik, ha előre kiolvassák a könyvet. Így többnyire csak utólag derül ki, hogy tetszik-e vagy sem.
- A kiadóknak gyakran nehéz felmérniük a vásárlók igényeit.
- Életciklusa lehet rövid vagy nagyon hosszú.

Mindezek miatt a könyv a spekulatív javak közé tartozik, aminek magas a kockázata a termelőre (kiadóra) nézve. Más médiatermékekhez képest a könyv csak bevételi forrásként hoz jövedelmet, reklámokra kevés lehetőséget ad.

## A könyvek nyilvántartása
A könyveket a 16. század óta hagyományosan címük, szerzőjük, kiadójuk és kiadásuk városa szerint tartjuk nyilván. A 20. században a globális kiadóvállalatok megjelenésével a kiadás városának jelentősége elhalványult.
A jelenleg legáltalánosabban használt könyvnyilvántartó rendszer az ISBN Társaság számkódjaira épül. Az ISBN jelzés elő kódcsoportja a könyv származási országára vagy nyelvére, a második kódcsoport a Társasághoz társult könyvkiadók kódszámából, a következő kódcsoport a könyv azonosítására, az utolsó számjegy pedig az ellenőrzésre szolgál. Az ISBN számokhoz automatikusan hozzárendelhető a hasonlóan szabványos, gépek által leolvasható vonalkód is. A könyvekre való hivatkozásnál a Wikipédia is az ISBN számokat támogatja, a hivatkozott ISBN számok alapján a Könyvforrások speciális oldalon keresztül megkereshetők (lásd: ISBN 963-389-831-5).

## Mennyi könyv van a világon?
Érdekes kérdés lehet, hogy a világtörténelem során összesen hány vagy hányféle könyvet nyomtattak a különböző korokban, illetve – tekintetbe véve egy részük pusztulását – jelenleg mekkora a számuk. Boleslas Iwinski (1879–1919) lengyel tudós a 20. század elején 2.883.790 műre tette az 1900-ig megjelent könyvek számát, míg 8.982.813-ra az 1900-ig megjelentekét. Az ő becslései azonban jóval alulmúlták másokéit. Fritz Milkau (1859–1934) német bibliográfus az 1898-ig megjelent sajtótermékeket 10 millióra, Frantz Funck-Brentano (1862–1947) francia történész és könyvtáros az 1896-ig megjelenteket 10–15 millióra tette. (Csak érdekesség, hogy a tudományos kutatásokat sokszor jelentősen segíthető, de nem önálló folyóiratcikkek száma szinte megszámlálhatatlan: az előbbi Funck-Brentano csak az 1895-ben megjelentek számát 360.000-re becsülte.
A Google egyik 2010-es felmérése szerint jelenleg nagyjából 130 millió különböző témájú kötetre tehető a világ könyvkincse.
A magyar könyvek körülbelüli számának megbecsüléséhez a XX. századig Szabó Károly (1824–1890) 3 kötetes Régi magyar könyvtára (1711-ig megjelent magyar könyvek), és az ezt folytató Petrik Géza (1845–1925) Magyar könyvészete: 1712–1920, a XX. századra pedig az 1920–1945 közötti 8 kötetes, illetve az 1945–1960 közötti 5 kötetes Magyar könyvészet lehetne mérvadó. Ezeket a kurrens, azaz évenként folyamatosan megjelenő Magyar Nemzeti Bibliográfia: Könyvek bibliográfiája egészíti ki, amely jelenleg az interneten elérhető.
A számításokhoz érdemes figyelembe venni, hogy a művek egy része az idők során – akár több – új kiadásban is megjelent (illetve napjainkban elektronikus kiadásban). Az új kiadások egy kis része az eredeti könyvvel belső – igényesebb kiadók esetében külső – kinézetében teljesen egyező, úgynevezett hasonmás (idegen szóval fakszimile vagy reprint) újat jelentetett meg.

## A könyvekről

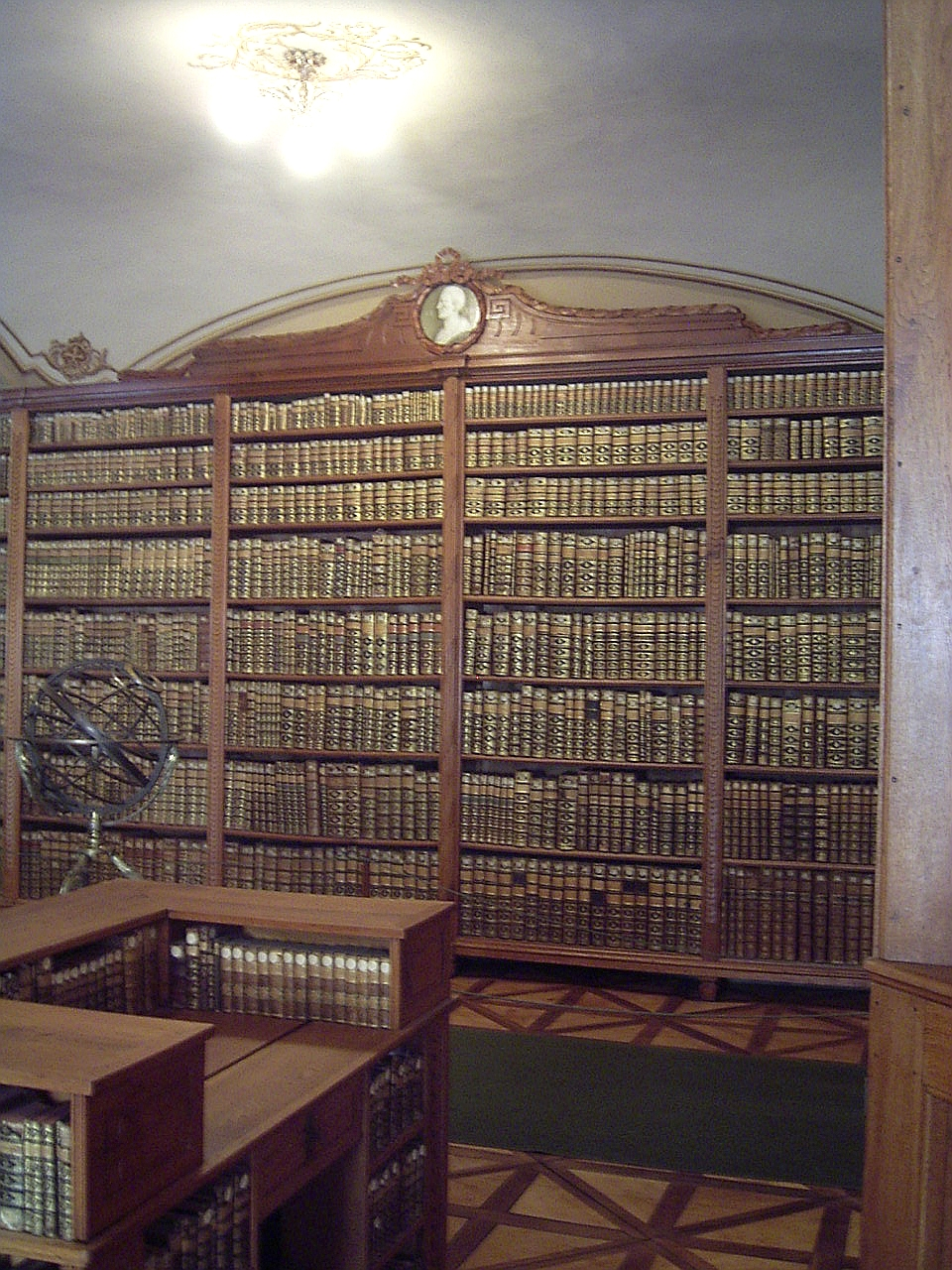
Könyvtár

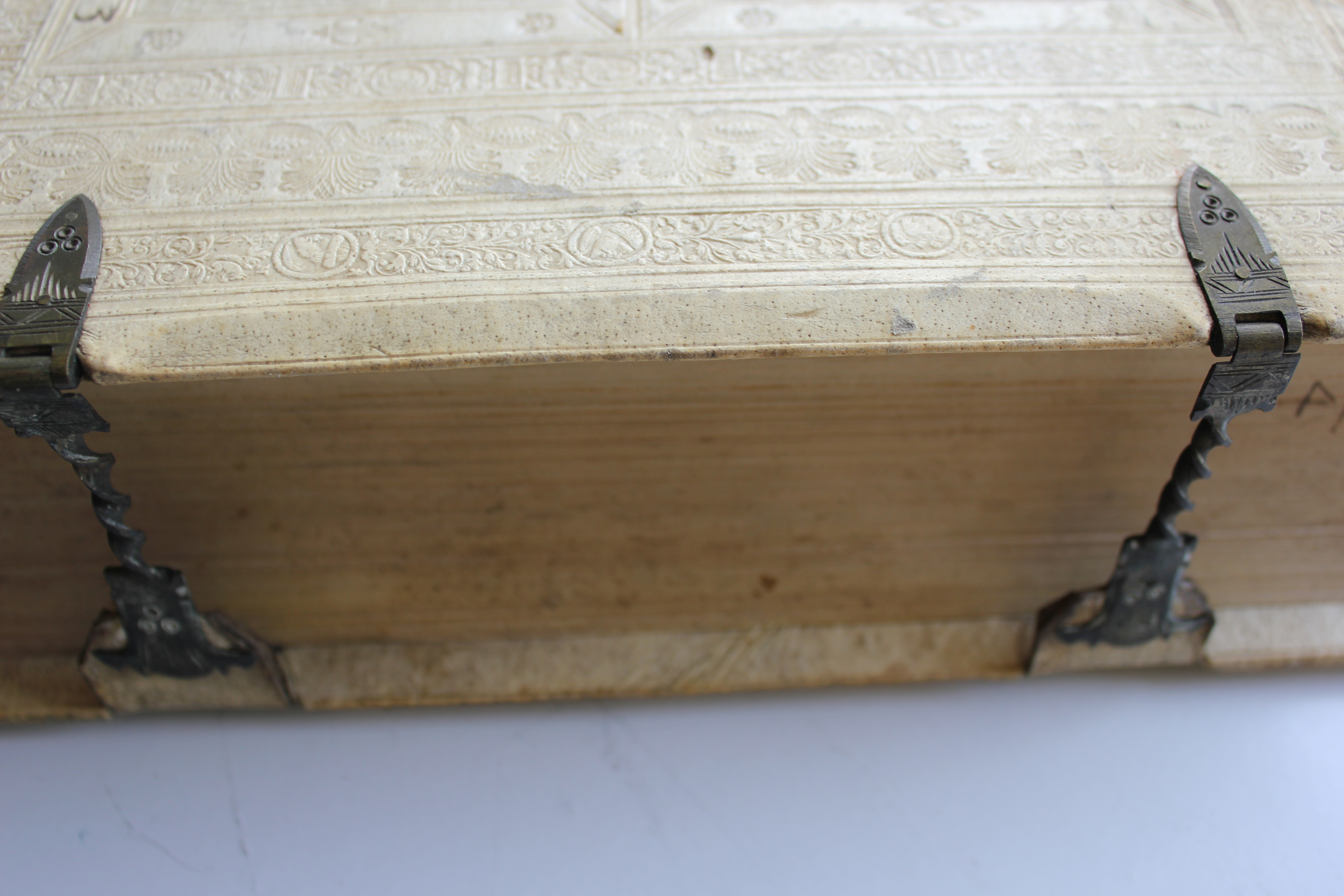
Kapcsos könyv 1552-ből, amit olvasás előtt fel kellett ütni

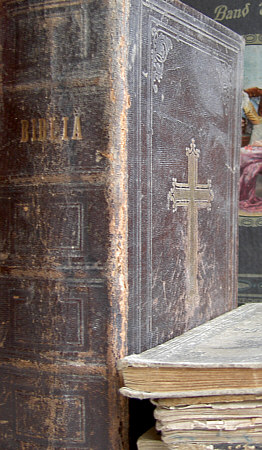
1866-os kiadású Biblia

A könyv tárolási helye a könyvtár vagy a könyvespolc.
A kínai selyemtekercset jelölő csüan (juan) 卷 a magyar nyelvbe vándorszóként került 'könyv' szavunk egyik lehetséges legrégebbi forrása. A kínaiul régen k'üannak hangzó szó elkerült szerte a világba. Így például előzménye lehet a koreai kwen 'könyv', az ujgur küin 'könyvtekercs', de az oszét kinugae 'könyv' és az örmény kuik 'tábla, levél' szavaknak is. A magyarba a török vagy a szláv nyelvek közvetítésével kerülhetett.
A könyv fogalma kitüntetett helyet foglal el a magyar közgondolkodásban, ezt tükrözik az olyan szólások, mint a „hol van az megírva”, illetve a „meg van írva a nagy könyvben”. Ide kapcsolódik még a „hazudik, mintha könyvből olvasná”.
A könyv fogalma a törvény fogalmával is összeköthető. A törvényeket időről időre kódexekben, aztán könyvekben foglalták össze. Ezt a mai napig kodifikációnak hívják a jogtudományban. A legismertebb magyar törvénykönyv Werbőczy Hármaskönyve.
Érdekesség, hogy a legtöbb európai nyelvben a könyv fogalmával etimológiai rokonságban álló gazdasági kifejezések sora származik abból, hogy a vállalkozások vagyonát, eszközeit és adósságait könyvekben vezették a könyvelésnek nevezett nyilvántartással. Noha a mai főkönyv általában egy adatbázis, és a könyvelés sem ölt könyv alakot, a kifejezések (könyv szerinti érték, könyvelő, a könyvekben) tovább élnek a közgazdaságtan nyelvében.
A felütni egy könyvet kifejezés abból az időből származik, amikor sok könyvet fémkapoccsal zártak, hogy a lapok simák maradjanak. Ezeket úgy lehetett kinyitni, hogy ráütöttek a borítóra, erre a fémkapcsok eleresztették egymást, és a könyv kinyílt.
A könyvekkel kapcsolatos idegen elemekből álló szóösszetételekben a biblio- görög eredetű előtag  könyvet, könyveket jelent.
- A Bibliográfia a forrásműveket sorolja fel.
- Bibliománia: mániákus könyvgyűjtő szenvedély, ennyi könyvet egész életében nem olvas el a gazdájuk.
- Bibliometria: publikációk kvantitatív kutatása
- Bibliofília: könyvek és a velük való foglalatosság (nemcsak olvasás) kedvelése
- Biblioterápia: pszichoterápiás módszer, ami olvasmányokkal járul hozzá a gyógyuláshoz. A szónak egy másik jelentése is van, sérült könyvek helyreállítása
- Ugyanebből a görög szóból származik a Biblia címe is. Ennek eredeti jelentése: könyvek.

## Könyvekkel kapcsolatos listák
A Wikipédián több, könyvekkel kapcsolatos lista van:
- lexikonok → Magyar lexikonok listája, Magyarországi latin nyelvű lexikonok listája
- enciklopédiák → Magyar enciklopédiák és kézikönyvek listája, Magyar nyelvre fordított enciklopédiák és kézikönyvek listája
- bibliográfiák → Magyar bibliográfiák listája
- atlaszok → Magyar atlaszok listája
- könyvsorozatok → Magyar könyvsorozatok listája, Magyar írói, költői összkiadás-sorozatok listája
- nagyobb könyvek → Nagyobb terjedelmű magyar nyelvű könyvek listája
- irodalomtörténeti művek → Magyar nyelvű irodalomtörténetek listája
- tudománytörténeti művek → Magyar tudománytörténeti művek listája
- díszművek → Az Osztrák–Magyar Monarchia díszművei, A Horthy-korszak díszművei
- albumok → Album (irodalom)
- életrajzgyűjtemények → Magyar női életrajzgyűjtemények
- nevelési művek → Az Osztrák–Magyar Monarchia ifjúságnevelő könyvei, A Horthy-korszak katolikus ifjúságnevelő könyvei
- művészettörténeti művek → Magyar nyelvű művészettörténetek listája
- zenetörténeti művek → Magyar nyelvű zenetörténetek listája
- filmtörténeti művek → Magyar nyelvű filmtörténetek listája
- könyvkiadók → Magyar könyvkiadók listája

## Országonként
Országok rangsora az egy év alatt kiadott könyvcímek alapján
| No. | ország                  | év   | könyvcím | megjegyzés | forrás        |
| --- | ----------------------- | ---- | -------- | --- | ------------- |
| 1   | Kína                    | 2013 | 440,000  | új könyv és újra kiadott | [ 22 ]        |
| 2   | Egyesült Államok        | 2013 | 304,912  | új és újra kiadott | [ 22 ]        |
| 3   | Egyesült Királyság      | 2011 | 184,000  | új és újra kiadott | [ 23 ]        |
| 4   | Japán                   | 2017 | 139,078  | új és újra kiadott | [ 24 ]        |
| 5   | Oroszország             | 2013 | 101,981  | 120,512 összesen | [ 25 ]        |
| 6   | Németország             | 2013 | 93,600   | új | [ 26 ]        |
| 7   | India                   | 2013 | 90,000   | az újra kiadottakat nem tartalmazza; 26%-a hindi, 24%-a angol nyelvű, a maradék egyéb indiai nyelvű                                                                                                 | [ 27 ] [ 28 ] |
| 8   | Indonézia               | 2018 | 89,000+  | | [ 29 ] [ 30 ] |
| 9   | Franciaország           | 2016 | 77,986   | új könyvek alapján | [ 31 ]        |
| 10  | Irán                    | 2014 | 72,871   | | [ 32 ] [ 33 ] |
| 11  | Törökország             | 2017 | 66,890   | új című és újra kiadott ("Derlenen Kitap Sayısı") | [ 34 ]        |
| 12  | Dél-Korea               | 2018 | 63,476   | új | [ 35 ]        |
| 13  | Olaszország             | 2013 | 61,966   | új | [ 36 ]        |
| 14  | Brazília                | 2012 | 57,473   | | [ 37 ]        |
| 15  | Spanyolország           | 2011 | 44,000   | 74,244 összesen | [ 23 ] [ 38 ] |
| 16  | Ausztrália              | 2014 | 28,234   | | [ 39 ]        |
| 17  | Tajvan                  | 2010 | 28,084   | 43,258 összesen | [ 40 ]        |
| 18  | Argentína               | 2014 | 28,010   | új | [ 41 ]        |
| 19  | Vietnám                 | 2009 | 24,589   | | [ 42 ]        |
| 20  | Lengyelország           | 2015 | 21,130   | 34,920 összesen | [ 43 ]        |
| 21  | Kanada                  | 1996 | 19,900   | | [ 44 ]        |
| 22  | Csehország              | 2011 | 18,985   | | [ 45 ]        |
| 23  | Kolumbia                | 2017 | 17,066   | 18,508 össz. | [ 46 ]        |
| 24  | Hollandia               | 2014 | 16,502   | csak nyomtatott holland nyelvű, új könyv | [ 47 ]        |
| 25  | Malajzia                | 2015 | 15,354   | 2013-ban 19,987 | [ 48 ]        |
| 26  | Románia                 | 2008 | 14,984   | | [ 49 ]        |
| 27  | Szerbia                 | 2016 | 14,833   | | [ 50 ]        |
| 28  | Ukrajna                 | 2004 | 14,790   | | [ 51 ]        |
| 29  | Hongkong                | 2005 | 14,603   | | [ 52 ]        |
| 30  | Belgium                 | 1991 | 13,913   | | [ 53 ]        |
| 31  | Finnország              | 2006 | 13,656   | | [ 54 ]        |
| 32  | Thaiföld                | 2009 | 13,607   | | [ 42 ]        |
| 33  | Fehéroroszország        | 2009 | 12,885   | | [ 55 ]        |
| 34  | Dánia                   | 1996 | 12,352   | | [ 53 ]        |
| 35  | Svájc                   | 2001 | 12,156   | | [ 56 ]        |
| 36  | Szingapúr               | 2007 | 12,000+  | | [ 57 ]        |
| 37  | Magyarország            | 2012 | 11,645   | 2012-ben 11,6 ezer könyvcím 29,7 millió példányban jelent meg. A korábbi évek legnagyobb könyvtermelését a 2008-as év mutatta közel 14,5 ezer könyvcímmel, amely 42,5 millió példányban jelent meg. | [ 59 ]        |
| 38  | Norvégia                | 2015 | 10,204   | | [ 60 ]        |
| 39  | Bulgária                | 2017 | 10,068   | | [ 61 ]        |
| 40  | Szlovákia               | 2006 | 9,400    | | [ 62 ]        |
| 41  | Egyiptom                | 2000 | 9,022    | | [ 63 ]        |
| 42  | Izrael                  | 2013 | 8,411    | | [ 64 ]        |
| 43  | Ausztria                | 1996 | 8,056    | | [ 53 ]        |
| 44  | Portugália              | 1996 | 7,868    | | [ 53 ]        |
| 45  | Mexikó                  | 2012 | 7,521    | 23,948 össz. | [ 65 ]        |
| 46  | Görögország             | 2002 | 6,826    | | [ 66 ]        |
| 47  | Chile                   | 2012 | 5,641    | 6,045 össz. | [ 67 ]        |
| 48  | Dél-afrikai Köztársaság | 1995 | 5,418    | | [ 68 ]        |
| 49  | Srí Lanka               | 1996 | 4,115    | [ 69 ] |               |
| 50  | Peru                    | 2006 | 4,101    | [ 70 ] |               |
| 51  | Svédország              | 2010 | 4,074    | 30,857 össz. | [ 71 ]        |
| 52  | Algéria                 | 2008 | 3,955    | | [ 72 ]        |
| 53  | Észtország              | 2017 | 3,916    | [ 73 ] |               |
| 54  | Szaúd-Arábia            | 2014 | 2,387    | | [ 74 ]        |
| 55  | Pakisztán               | 2012 | 3,811    | összesen; 2,943 urdu és 868 angol nyelven | [ 75 ]        |

## Fordítás
Ez a szócikk részben vagy egészben  a   Buch című német Wikipédia-szócikk fordításán alapul.  Az eredeti cikk szerkesztőit annak laptörténete sorolja fel. Ez a jelzés csupán a megfogalmazás eredetét és a szerzői jogokat jelzi, nem szolgál a cikkben szereplő információk forrásmegjelöléseként.

### Általános
- Febvre, Lucien – Martin, Henri-Jean (2005): A könyv születése, Osiris (ISBN 963-389-831-5).
- Funke, Fritz (2005): Könyvismeret, Osiris (ISBN 9633896428).
- Madan, Falconer (1920): Books in manuscript; a short introduction to their study and use, Keagan Paul, Trench, Trubner & Co,  (Letöltés).
- Thiollet, Jean-Pierre (2005) : Je m'appelle Byblos, H & D (ISBN 2-914266-04-9)

### Lexikonok
- Lexikon Buch, Druck, Papier. (németül) Szerk. Joachim Elias Zender. Bern: Haupt. 2008.  ISBN 978-3-258-07370-5
- Helmut Hiller – Stephan Füssel: Wörterbuch des Buches. (németül) 7. Frankfurt am Main: Klostermann. 2006.  ISBN 3-465-03495-3
- Reclams Sachlexikon des Buches. (németül) Szerk. Ursula Rautenberg. Stuttgart: Reclam. 2003.  ISBN 3-15-010520-X
- Karl Klaus Walther (Hrsg.): Lexikon der Buchkunst und Bibliophilie. München und (als Lizenzausgabe) Augsburg 1994.

### Történelem
- Irene Vallejo: Papirusz. A könyvek története az ókori világban; ford. Boda Benjamin Gábor; Magnólia, Bp., 2022
- Fritz Funke: Buchkunde. Die historische Entwicklung des Buches von der Keilschrift bis zur Gegenwart. (németül) Wiesbaden: VMA-Verlag. 2006.  ISBN 3-928127-95-0
- Hans-Peter Geh: Zur Geschichte des Buches in Deutschland (1450–1900) und zu ihrer Dokumentation. (németül)  1995.  Hozzáférés: 2007. július 25.
- Marion Janzin – Joachim Güntner: Das Buch vom Buch. 5000 Jahre Buchgeschichte. 3. Hannover: Schlüter. 2007.  ISBN 978-3-89993-805-0
- Renate Schipke: Das Buch in der Spätantike. Herstellung, Form, Ausstattung und Verbreitung in der westlichen Reichshälfte des Imperium Romanum, Reichert, Wiesbaden 2013.
- Rezension von Dirk Rohmann, in: Historische Zeitschrift 300,3 (2015), S. 767.

### Jövő
- Detlef Bluhm (Hrsg.): Bücherdämmerung – Über die Zukunft der Buchkultur, Lambert Schneider bei WBG/ Wissenschaftliche Buchgesellschaft, Darmstadt 2014, ISBN 978-3-650-40003-1.
- Umberto Eco – Jean-Claude Carrière: Die große Zukunft des Buches  –  Gespräche mit Jean-Philippe de Tonnac. (németül) 1. München: Carl Hanser. 2010.  ISBN 978-3-446-23577-9
- Steffan Heuer: Das Ende des Buchs ist seine Zukunft. (németül)  2007.  = Technology Review (deutsche Ausgabe),  Hozzáférés: 2007. július 25. ISSN 1613-0138
- Mike Sandbothe: Hypertextualität im World Wide Web: Eine medienphilosophische Analyse. (németül)  1996.  = Telepolis,  Hozzáférés: 2007. július 25.
- André Schiffrin: Verlage ohne Verleger. Über die Zukunft der Bücher. (németül) Berlin: Wagenbach. 2000.  ISBN 3-8031-2387-9
- Jan-Felix Schrape: Der Wandel des Buchhandels durch Digitalisierung und Internet. Discussion Paper Universität Stuttgart 2011. (PDF; 3,18 MB)
- Michael Hagner: Zur Sache des Buches. Wallstein, Göttingen 2015. ISBN 978-3-8353-1547-1.

### Könyvek használata
- Mortimer Adler – Charles Van Doren: Wie man ein Buch liest. (németül) 3. Frankfurt am Main: Zweitausendeins. 2008.  ISBN 3-86150-784-6
- Katja Schmid: Lesen und lesen lassen. (németül)  2005.  = Telepolis,  Hozzáférés: 2007. július 25.

### Könyvek előállítása
- Arthur W. Unger: Wie ein Buch entsteht. Leipzig und Berlin 1907, 6. Aufl. ebenda 1927 (= Aus Natur und Geisteswelt, 1002).

### Egyéb
- William Blades: Bücherfeinde – Über Feuer und Wasser, Gas und Hitze, Staub und Vernachlässigung, Ignoranz und Engstirnigkeit. Hektor Haarkötter (Hg., Übersetzung, Einleitg.), WBG (Wissenschaftliche Buchgesellschaft), Darmstadt 2012, ISBN 978-3-534-24928-2; und Primus Verlag 2012, ISBN 978-3-86312-323-9
- Ernst Fischer: Buchmarkt, in: Europäische Geschichte Online, hrsg. vom  Institut für Europäische Geschichte (Mainz), 2010 Zugriff am: 14. Juni 2012.
- Karl Markus Michel u. a. (Hrsg.): Kursbuch Heft 133: Das Buch. Rowohlt Verlag, 1998. Ein „Rundschlag“, bei dem sich diverse Autoren zahlreichen Aspekten widmen.
- Sigrid Pohl – Walter Umlauf: Warenkunde Buch. (németül) 2. Wiesbaden: Harrassowitz. 2007.  ISBN 978-3-447-05622-9